# Tropidophis canus

Tropidophis canus är en kräldjursart som beskrevs av den amerikanske paleontologen Cope 1868. Tropidophis canus är en orm som ingår i släktet Tropidophis, och familjen Tropidophiidae.

## Underarter
Arten delas in i följande underarter:
- T. c. androsi
- T. c. barbouri
- T. c. canus
- T. c. curtus

## Utbredning
T. canus är en art som är endemisk på Bahamas i Västindien.